# Ridi pagliaccio
Ridi pagliaccio è un album in studio della cantante italiana Mina, pubblicato il 20 ottobre 1988 dalla PDU, in doppio vinile, doppia musicassetta e doppio CD.

## Descrizione
L'edizione in doppio vinile contiene un poster, ma ha una foto in meno rispetto al doppio cd.
Come riportato da TV Sorrisi e Canzoni n. 43 del 23 ottobre 1988, «le candeline rievocano i 30 anni di carriera» della cantante, celebrati quell'anno.
Il brano Das Kind ist in dem Teller è solo strumentale. La title track è tratta dall'aria conosciuta come Vesti la giubba e tratta dall'opera lirica I pagliacci di Ruggero Leoncavallo
Nel 1998, Mina ha inciso la versione originale in spagnolo di It's Impossible, Somos novios, per l'album Nostalgias, inedito in Italia. La traccia è stata inserita nel 2001 nella raccolta italiana Colección latina.

## Tracce

CD 1
1. Il portiere di notte – 5:37 (Enrico Ruggeri)
2. Moody's Mood – 2:27 (James Moody, Eddie Jefferson)
3. Canzoni stonate – 3:53 (testo: Mogol – musica: Aldo Donati)
4. This Masquerade – 4:23 (Leon Russell)
5. Into the Groove – 5:02 (testo: Madonna – musica: Stephen Bray)
6. It's Impossible (Somos novios) – 2:57 (Armando Manzanero, Syd Wayne)
7. Un'ora – 3:27 (testo: Antonio Amurri – musica: Bruno Canfora)
8. You'll Never Never Know – 2:53 (Paul Robi, Tony Williams, Jean Miles)
9. La compagnia – 5:02 (testo: Mogol – musica: Carlo Donida Labati)
10. I Left My Heart in San Francisco – 3:10 (Douglass Cross, George Cory)
11. Noi due nel mondo e nell'anima – 4:25 (Roby Facchinetti, Valerio Negrini)

CD 2
1. Ridi pagliaccio – 2:12 (Ruggero Leoncavallo)
2. Das Kind ist in dem Teller – 1:12 (musica: Massimiliano Pani)
3. Lui, lui, lui – 4:16 (testo: Paolo Limiti – musica: Massimiliano Pani)
4. È Natale – 4:20 (testo: Valentino Alfano – musica: Massimiliano Pani)
5. L'ultimo gesto di un clown – 4:03 (testo: Paolo Limiti, Moreno Ferrara – musica: Gianfranco Fasano)
6. Dalai – 3:51 (testo: Samuele Cerri – musica: Randy Jackson)
7. Un tipo indipendente – 5:03 (testo: Massimiliano Pani, Alberto De Martini – musica: Massimiliano Pani)
8. Cuore, amore, cuore – 4:25 (testo: Paolo Limiti – musica: Massimiliano Pani)
9. Bignè – 4:06 (testo: Valentino Alfano – musica: Pino Presti)
10. Rimani qui – 4:16 (testo: Giorgio Calabrese – musica: Randy Jackson)

## Formazione
- Mina – voce, cori
- Massimo Moriconi – basso
- Massimiliano Pani – chitarra, cori, programmazione, tastiera addizionale
- Ellade Bandini – batteria
- Paolo Gianolio – chitarra
- Renato Sellani – pianoforte
- Flaviano Cuffari – batteria
- Angel "Pato" Garcia – chitarra
- Walter Scebran – batteria
- Giovanni Tommaso – basso
- Alessandro Gallo – chitarra
- Franco Serafini – tastiera
- Claudio Wally Allifranchini – sax, flauto
- Cecilia Chailly – arpa
- Piero Cassano, Samuele Cerri, Simonetta Giribone, Moreno Ferrara – cori

## Classifiche

### Classifiche settimanali
| Classifica (1988) | Posizione massima |
| ----------------- | ----------------- |
| Italia            | 2                 |

### Classifiche di fine anno
| Classifica (1988) | Posizione |
| ----------------- | --------- |
| Italia            | 16        |